# توکاسیوتا
توکاسیوتا (به اسپانیایی: Tocsajota) یک کوه در پرو است که در منطقه پونو واقع شده‌است.